# Lixini
Tribu
Les Lixini forment une tribu d'insectes coléoptères de la famille des Curculionidae qui comprend une quinzaine de genres et sept cents espèces environ. On peut distinguer deux groupes en fonction de leur apparence et de l'écologie de leurs larves. Un premier groupe, comprenant le genre Larinus et ses genres proches, présente des espèces dont le corps est plutôt ovale et les larves se nourrissant d'inflorescences. Un second groupe, comprenant le genre Lixus et ses genres proches, présente des espèces dont le corps est plutôt allongé et cylindrique et les larves vivant dans les branches et les racines.

## Genres
- Broconius
- Eugeniodecus
- Eustenopus
- Gasteroclisus
- Hololixus
- Hypolixus
- Ileomus
- Lachnaeus
- Larinus
- Lixus
- Microlarinus
- Microlixus
- Mycotrichus